# (5866) Sachsen
(5866) Sachsen es un asteroide perteneciente al cinturón de asteroides, región del sistema solar que se encuentra entre las órbitas de Marte y Júpiter, más concretamente a la familia de Hoffmeister, descubierto el 13 de agosto de 1988 por Freimut Börngen desde el Observatorio Karl Schwarzschild, en Tautenburg, Alemania.

## Designación y nombre
Designado provisionalmente como 1988 PM2. Fue nombrado Sachsen en homenaje al estado de Sachsen, la región alemana más rica de los siglos XV y XVI. El cenit de los electores sajones (barroco de Dresde) fue durante el reinado de Federico Augusto I de Sajonia. Las ciudades más importantes del territorio son Dresde (la capital), Leipzig, Chemnitz y Zwickau.

## Características orbitales
Sachsen está situado a una distancia media del Sol de 2,788 ua, pudiendo alejarse hasta 3,014 ua y acercarse hasta 2,562 ua. Su excentricidad es 0,080 y la inclinación orbital 5,095 grados. Emplea 1700,89 días en completar una órbita alrededor del Sol.

## Características físicas
La magnitud absoluta de Sachsen es 13,5. Tiene 13,498 km de diámetro y su albedo se estima en 0,026. 